# رضا کریمی (کارگردان، زاده ۱۳۰۷)
رضا کریمی (زاده ۱۳۰۷ – درگذشته ۱۵ آبان ۱۳۹۲) کارگردان، فیلم‌نامه‌نویس، تهیه‌کننده و بازیگر ایرانی بود.

## فیلم‌شناسی

### کارگردان
- مرخصی اجباری (۱۳۴۴)
- زن دشمن خطرناکیست (۱۳۴۱)
- کی به کیه؟ (۱۳۳۹)

### نویسنده
- گروگان (۱۳۵۳)
- زندگی وارونه (۱۳۵۰)
- دنیای پرامید (۱۳۴۸)
- ایمان (۱۳۴۶)
- زیر گنبد کبود (۱۳۴۶)
- مرخصی اجباری (۱۳۴۴)
- زن دشمن خطرناکیست (۱۳۴۱)
- کی به کیه؟ (۱۳۳۹)

### تهیه‌کننده
- واسطه‌ها (۱۳۵۶)
- زندگی وارونه (۱۳۵۰)
- مردان خشن (۱۳۵۰)
- جدایی (۱۳۴۸)
- دنیای پر امید (۱۳۴۸)
- نعره طوفان (۱۳۴۸)
- ایمان (۱۳۴۶)
- زیر گنبد کبود (۱۳۴۶)
- قفس طلائی (۱۳۴۵)
- مرخصی اجباری (۱۳۴۴)
- زن دشمن خطرناکیست (۱۳۴۱)
- کی به کیه؟ (۱۳۳۹)

### بازیگر
- گریز از مرگ (۱۳۵۲)
- رضا چلچله (۱۳۵۰)
- زیر گنبد کبود (۱۳۴۶)
- مرخصی اجباری (۱۳۴۴)
- افسانه دهکده (۱۳۴۳)
- آقای هفت رنگ (۱۳۴۲)
- با معرفت‌ها (۱۳۴۲)
- فریاد نیمه‌شب (۱۳۴۰)
- چشمه عشاق (۱۳۳۹)
- کی به کیه؟ (۱۳۳۹)
- آقا جنی شده (۱۳۳۸)
- اینم یک جورشه (۱۳۳۸)
- سایه (۱۳۳۸)
- می‌میرم برای پول (۱۳۳۸)
- آقای اسکناس (۱۳۳۷)
- بازگشت به زندگی (۱۳۳۶)
- مادموازل خاله (۱۳۳۶)
- بوسه مادر (۱۳۳۵)
- هفده روز به اعدام (۱۳۳۵)
- فرزند گمراه (۱۳۳۴)
- میلیونر (۱۳۳۳)
- دختر چوپان (۱۳۳۲)
- مشهدی عباد (۱۳۳۲)